# جون بروكس (سائق سباق)
جون بروكس (بالإنجليزية: John Brooks)‏ هو سائق سباق أمريكي، ولد في 7 أغسطس 1959 في توسان في الولايات المتحدة.

## وصلات خارجية
- جون بروكس على موقع Racing-Reference.info (الإنجليزية)